# Jægermester
Jægermester var oprindelig en overordnet stilling ved det kongelige jagtvæsen i Danmark. Jægermesterens opgave var at sikre leverancen af vildt til hoffet og føre tilsyn med kronens skove. Titlen er nu afskaffet inden for dansk skovbrug med undtagelse af en af Statens skovridere, som udpeges til kongelig jægermester med den særlige opgave at tilrettelægge og lede kongejagten, og som samtidig udnævnes til hofjægermester.
I 1800-tallet blev jægermester en ærestitel placeret under hofjægermester i rangfølgen (4. klasse nr. 4, mens hofjægermester gav placering i 2. klasse nr. 7).